# Mistrzostwa Europy w Lekkoatletyce 1978 – skok o tyczce mężczyzn
Skok o tyczce mężczyzn był jedną z konkurencji rozgrywanych podczas XII mistrzostw Europy w Pradze Kwalifikacje rozegrano 30 sierpnia, a finał 1 września 1978 roku. Zwycięzcą tej konkurencji został reprezentant Związku Radzieckiego Władimir Trofimienko. W rywalizacji wzięło udział dwudziestu trzech zawodników z trzynastu reprezentacji.

## Rekordy
| Rekord świata     | Dave Roberts (USA)          | 5,70 | Eugene, Stany Zjednoczone | 22.06.1976 |
| Rekord Europy     | Władysław Kozakiewicz (POL) | 5,66 | Warszawa, Polska          | 17.07.1977 |
| Rekord mistrzostw | Wolfgang Nordwig (GDR)      | 5,35 | Helsinki, Finlandia       | 13.08.1971 |

## Wyniki

### Kwalifikacje
Minimum wynosiło 5,25 m.
| Miejsce | Zawodnik              | Wynik | Uwagi |
| ------- | --------------------- | ----- | ----- |
| 1-3     | Władysław Kozakiewicz | 5,25  | Q     |
| 1-3     | Günther Lohre         | 5,25  | Q     |
| 1-3     | Mariusz Klimczyk      | 5,25  | Q     |
| 4-13    | Jewgienij Tananika    | 5,15  | q     |
| 4-13    | Philippe Houvion      | 5,15  | q     |
| 4-13    | Rauli Pudas           | 5,15  | q     |
| 4-13    | François Tracanelli   | 5,15  | q     |
| 4-13    | Władimir Trofimienko  | 5,15  | q     |
| 4-13    | Patrick Abada         | 5,15  | q     |
| 4-13    | Brian Hooper          | 5,15  | q     |
| 4-13    | Roger Oriol           | 5,15  | q     |
| 4-13    | Tapani Haapakoski     | 5,15  | q     |
| 4-13    | Antti Kalliomäki      | 5,15  | q     |
| 14-18   | Domenico D'Alisera    | 4,90  |       |
| 14-18   | Roman Zrun            | 4,90  |       |
| 14-18   | Elias Sakellariadis   | 4,90  |       |
| 14-18   | Peter Jensen          | 4,90  |       |
| 14-18   | Reinhard Lechner      | 4,90  |       |
| –       | Patrick Desruelles    | NM    |       |
| –       | Antonín Hadinger      | NM    |       |
| –       | Jiří Lesák            | NM    |       |
| –       | Keith Stock           | NM    |       |
| –       | Tadeusz Ślusarski     | NM    |       |

### Finał
| Poz. | Zawodnik              | Reprezentacja   | 5,00 | 5,10 | 5,20 | 5,30 | 5,40 | 5,45 | 5,50 | 5,55 | 5,60 | Wynik | Uwagi |
| ---- | --------------------- | --------------- | ---- | ---- | ---- | ---- | ---- | ---- | ---- | ---- | ---- | ----- | ----- |
| 01 ! | Władimir Trofimienko  | ZSRR            | –    | –    | o    | –    | o    | –    | xxo  | o    | xxx  | 5,55  | CR    |
| 02 ! | Antti Kalliomäki      | Finlandia       | –    | –    | o    | –    | xxo  | –    | xxo  | xxx  |      | 5,50  |       |
| 03 ! | Rauli Pudas           | Finlandia       | –    | xxo  | o    | xo   | o    | o    | xxx  |      |      | 5,45  |       |
| 4.   | Władysław Kozakiewicz | Polska          | –    | –    | –    | o    | –    | xo   | –    | xxx  |      | 5,45  |       |
| 5.   | Jewgienij Tananika    | ZSRR            | –    | –    | xo   | –    | o    | –    | xxx  |      |      | 5,40  |       |
| 6.   | Philippe Houvion      | Francja         | –    | xxo  | –    | xo   | xxo  | –    | xxx  |      |      | 5,40  |       |
| 7.   | François Tracanelli   | Francja         | –    | –    | xo   | o    | xxx  |      |      |      |      | 5,30  |       |
| 8.   | Brian Hooper          | Wielka Brytania | –    | –    | xo   | o    | xxx  |      |      |      |      | 5,30  |       |
| 9.   | Patrick Abada         | Francja         | –    | –    | –    | xo   | –    | xxx  |      |      |      | 5,30  |       |
| 10.  | Tapani Haapakoski     | Finlandia       | –    | o    | o    | xxo  | xxx  |      |      |      |      | 5,30  |       |
| 11.  | Günther Lohre         | RFN             | –    | –    | xo   | –    | xxx  |      |      |      |      | 5,20  |       |
| –    | Mariusz Klimczyk      | Polska          | –    | –    | xxx  |      |      |      |      |      |      | NM    |       |
| –    | Roger Oriol           | Hiszpania       |      |      |      |      |      |      |      |      |      | DNS   |       |